# Fremtid (futurum)
 For alternative betydninger, se Fremtid. (Se også artikler, som begynder med Fremtid)
 Denne artikel bør gennemlæses af en person med fagkendskab for at sikre den faglige korrekthed.
 Der er for få eller ingen kildehenvisninger i denne artikel, hvilket er et problem. Du kan hjælpe ved at angive troværdige kilder til de påstande, som fremføres i artiklen.

Fremtid (futurum) er en grammatisk form, tempus, som udtrykker en forventning om noget, som ikke er endnu.

## Dansk
I det danske sprog er futurum i mange tilfælde sammenfaldende med præsens, eller det kan dannes med modalverber (f.eks skal eller vil).

## Latin
Man skelner mellem to former:
Futurum 1 (Futurum imperfektum): betegner den uafsluttede fremtid. Handlingen har endnu ikke fundet sted eller foregår stadig.
Futurum 2 (Futurum perfektum): betegner den afsluttede fremtid. Handlingen har fundet sted. Tiden kaldes undertiden også førfremtid (futurum exactum).
| Sprog | Spire Denne artikel om sprog er en spire som bør udbygges. Du er velkommen til at hjælpe Wikipedia ved at udvide den. |